# Saint-Jean-de-Savigny
 Saint-Jean-de-Savigny  es una población y comuna francesa, situada en la región de Baja Normandía, departamento de Mancha, en el distrito de Saint-Lô y cantón de Saint-Clair-sur-l'Elle.

## Demografía
| 366 | 342 | 294 | 323 | 315 | 278 |
| Para los censos de 1962 a 1999 la población legal corresponde a la población sin duplicidades (Fuente: INSEE [Consultar]) |     |     |     |     |     |